# Ганаки
Ганаки (морав. и чеш. Hanáci) — субэтническая группа западнославянского происхождения, компактно проживающая в плодородном бассейне реки Ганы (Haná) в центре исторического региона Моравия. Неофициальной столицей ганаков является город Оломоуц. Населяют Оломоуцкий край и частично Пардубицкий край; большая диаспора — в Праге.

## Происхождение и традиции

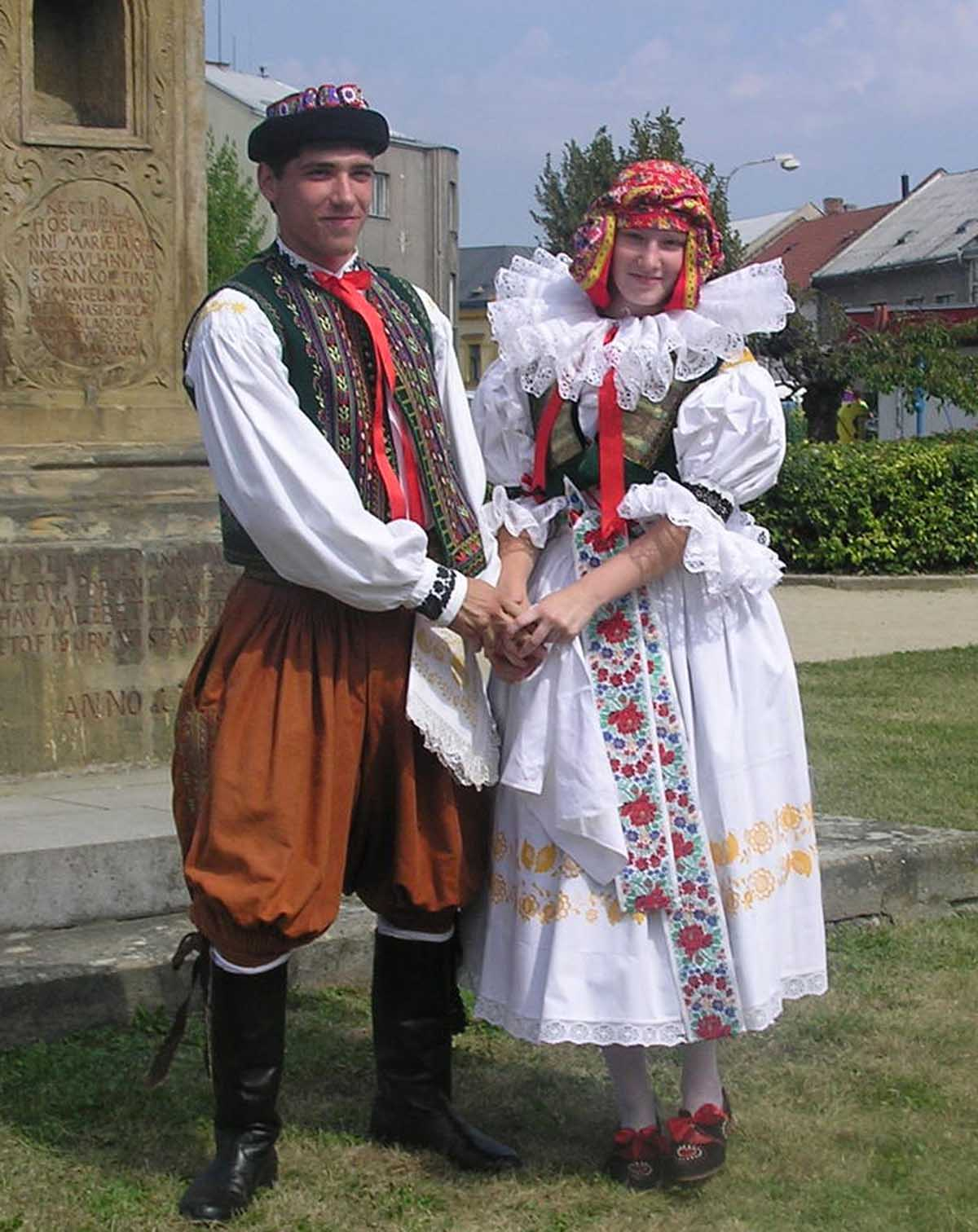
Ганаки в народных костюмах

По поводу этнической принадлежности ганаков в научном сообществе не сложилось единого мнения. Официальная чешская историография и этнография считают ганаков чехами. Но сами ганаки, в большинстве своём, считают иначе. Ибо ганаки — одна из субэтнических групп мораван, они населяют самый центр Моравии и никогда не отделяли свою историческую судьбу от общеморавской судьбы. Имена мораван и ганаков известны с раннего Средневековья — и с тех самых пор ганаки всегда рассматривались как часть моравского этноса (при наличии своей ярко выраженной специфики).

В действительности, Моравская государственность старше Чешской, и образ Великой Моравии никогда не исчезал из живой памяти народа, из народного самосознания. Другими словами: мораване, в большинстве своём (в том числе и ганаки), никогда не считали себя чехами. Мораване, в большей мере, чем чехи, почитали и почитают Святых Равноапостольных братьев Кирилла и Мефодия. Культ Кирилла и Мефодия широко распространён и в Ганацкой земле. Как гласит «Житие Мефодия», 
князь Святополк доверил заботе Мефодия все храмы во всех городах
 — в том числе и в ганацких. 
В центральной области Великой Моравии были обнаружены остатки 20 храмов, сооружённых из каменных брусов, а внутри украшенных цветными фресками. Большинство этих построек появилось уже в 1-й половине IX века, до прихода Кирилло-Мефодиевой миссии... Мефодию, ставшему впоследствии архиепископом Моравским, удалось добиться (в Риме) введения славянской литургии в костёлах Великой Моравии.
 — писал академик Йосеф Поулик…
В XV веке значительная часть мораван негативно отнеслась к распространившемуся в Чехии религиозно-политическому учению пражского магистра Яна Гуса — и в 1421—1448 годах во главе антигуситского сопротивления в Моравии стоял ганацкий город Оломоуц.
Чешская лингвистика (в отличие от этнографии) противопоставляет центральноморавские диалекты — примыкающим к ним чешским диалектам… На одном из центральноморавских диалектов до сих пор говорят ганаки. К югу и западу от ганаков живут гораки. Это — относительно наиболее чехизированная группа мораван, считается, что они говорят на «переходном чешско-моравском диалекте». К востоку от ганаков живут загороки. Они также относятся к моравской нации. Другими соседями ганаков являются моравские словаки, а в недалёком прошлом (до 1945 года) на севере и на юге территория расселения ганаков граничила с территориями расселения судетских и карпатских немцев, соответственно. Существовали также этнические вкрапления хорватов.

В 1573 году в Оломоуце был основан университет. Благодаря, в том числе, и университетскому влиянию, для ганаков был характерен высокий уровень грамотности. 
Ганаки имеют прекрасные школы, много сельских библиотек, читален, просветительных обществ.
 — писал Новый Энциклопедический словарь Брокгауза и Ефрона (т. 12). Влияния общемировой культуры не стёрли богатый ганацкий фольклор (как то иногда происходит в других странах, у других народов)…

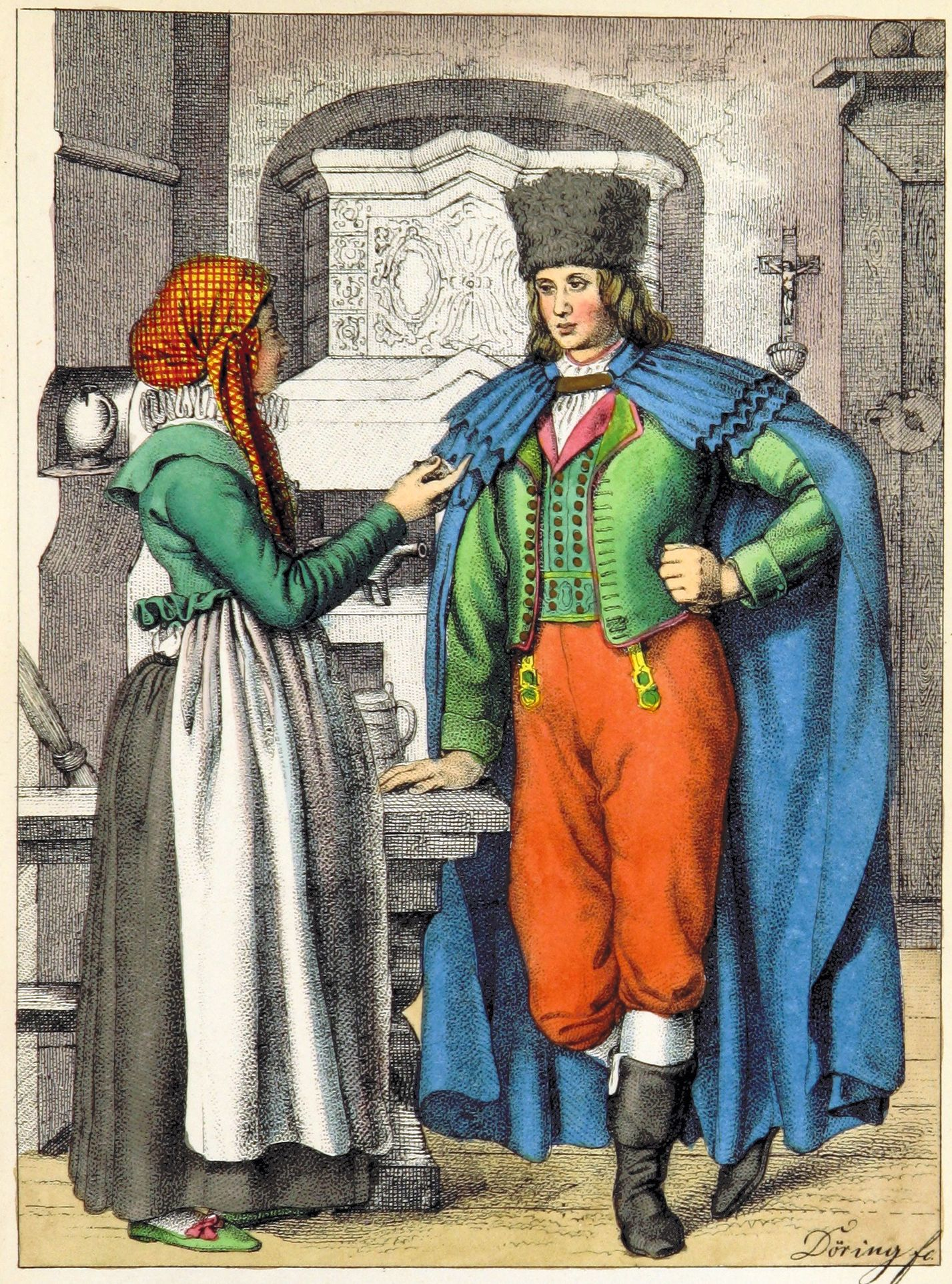
Ганацкий костюм XIX века

По состоянию на XIX век, характерной особенностью ганаков была приверженность народному костюму (чешский народный костюм к тому времени почти вышел из употребления). Жилые дома ганаков обычно строились либо из камня, либо из дерева, но на каменном фундаменте. Встречались дома с открытыми сенями, террасами, покрытыми резьбой и пёстро раскрашенными. Художественные промыслы ганаков (гончарный, резьба по дереву) сохранились до наших дней. Традиционное коневодство (разведение крупных и сильных лошадей ганацкой породы) в XX веке пришло в упадок… В конце XIX века в Праге был создан «Моравский клуб». Примечательно, что среди его учредителей преобладали пражане ганацкого происхождения…

## Современное состояние
Во времена межвоенной Чехословацкой Республики серьёзную угрозу национальному самосознанию ганаков (как и всех остальных мораван) представляла официальная идеология государства, согласно которой чехи и словаки представляли собой единый чехословацкий народ, а мораване вообще не признавались отдельной нацией или, хотя бы, этнической группой. 
Большой ущерб отношениям чешского и словацкого народов нанесла антинаучная концепция т. н. чехословакизма, провозглашавшая фальшивую теорию о каком-то чехословацком народе и чехословацком языке.
 — констатировал д-р Ян Квасничка.
После Второй мировой войны прежняя непростая ситуация изменилась к худшему. Новые административные границы расчленили этногеографическое тело Моравии. А в 1949 году коммунистические власти закрыли пражский «Моравский клуб»… Лишь в 1970 году жителям Праги ганацкого происхождения удалось создать в чешской столице «Ганацкий клуб». Держась в стороне от политики, он занимался главным образом ганацкими танцами. В 1990—1993 годах среди ганаков отмечались процессы возрождения этнического самосознания и интереса к народной культуре в рамках общеморавского национального возрождения. В марте 1993 года в Оломоуце прошёл многолюдный митинг за восстановление Моравской государственности: в составе Чехии (как федеральная единица) — или вне её…
За всплеском национального чувства наступило некоторое затишье. Всё больше и больше современных ганаков рассматривает себя как часть чешской нации, среди них распространяется чешское самосознание.

## Ганацкие города

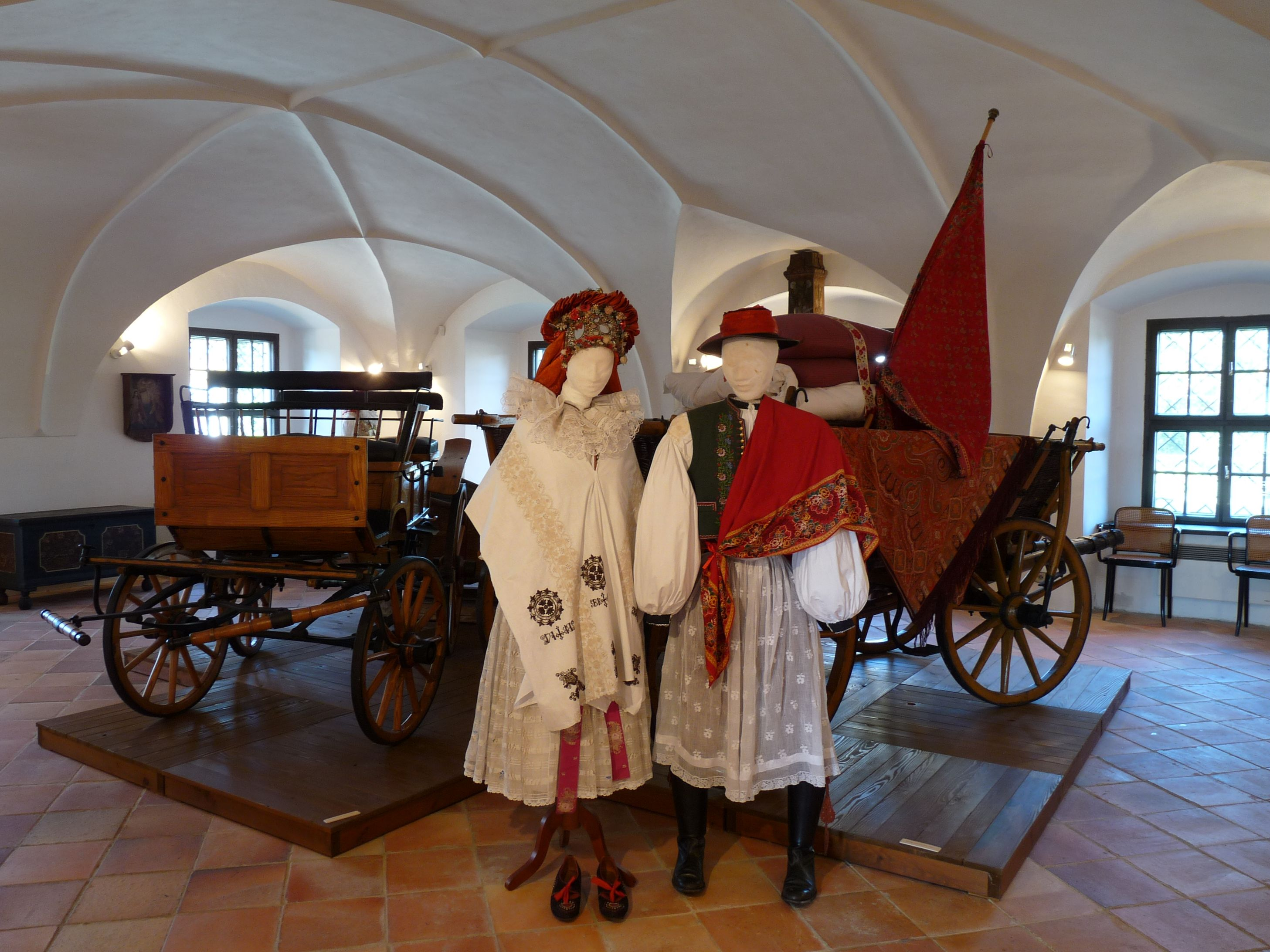
Свадебные костюмы ганаков с выставки в крепости в Рымице

- Вишков (Vyškov).
- Кромержиж (Kroměříž).
- Литовел (Litovel).
- Оломоуц (Olomouc).
- Пршеров (Přerov).
- Простеёв (Prostějov).
- Голешов (Holešov).
- Штернберк (Šternberk).